# Krzepocin
Krzepocin [kʂɛˈpɔt͡ɕin] (tiếng Đức: Lüttkenhagen) là một ngôi làng thuộc khu hành chính của Gmina wierzno, thuộc quận Kamień, West Pomeranian Voivodeship, ở phía tây bắc Ba Lan. Nó nằm khoảng 8 kilômét (5 mi)  phía nam wierzno, 15 km (9 mi) về phía đông nam Kamień Pomorski và 60 km (37 mi) về phía đông bắc của thủ đô khu vực Szczecin.
Trước năm 1637, khu vực này là một phần của Duchy of Pomerania. Đối với lịch sử của khu vực, xem Lịch sử của Pomerania.